# Laigneville
Laigneville – miejscowość i gmina we Francji, w regionie Hauts-de-France, w departamencie Oise.
Według danych na rok 1990 gminę zamieszkiwały 3604 osoby, a gęstość zaludnienia wynosiła 423 osoby/km² (wśród 2293 gmin Pikardii Laigneville plasuje się na 57. miejscu pod względem liczby ludności, natomiast pod względem powierzchni na miejscu 566.).